# La Haye-du-Puits
La Haye-du-Puits is een plaats en voormalige gemeente in het Franse departement Manche regio Normandië en telt 1819 inwoners (2004).
De plaats maakt deel uit van het arrondissement Coutances en is sinds 1 januari 2016 de hoofdplaats van de op die dag gevormde gemeente La Haye. Sinds die datum heeft La Haye-du-Puits de status van commune déléguée. 

## Geografie
De oppervlakte van La Haye-du-Puits bedraagt 5,3 km², de bevolkingsdichtheid is 343,2 inwoners per km².
De onderstaande kaart toont de ligging van La Haye-du-Puits met de belangrijkste infrastructuur en aangrenzende gemeenten.

## Demografie
Onderstaande figuur toont het verloop van het inwonertal (bron: INSEE-tellingen).

## Geboren
- Aubert Lemeland (1932-2010), componist, pianist en cellist

Baudreville · Bolleville · Glatigny · La Haye-du-Puits · Mobecq · Montgardon · Saint-Rémy-des-Landes · Saint-Symphorien-le-Valois · Surville